# Lomas
Lomas es una localidad y municipio de la comarca de Tierra de Campos a su paso por la provincia de Palencia, en la comunidad autónoma de Castilla y León, España. Es la capital y única localidad del municipio.
Está situado en la zona central de la provincia, entre los ríos Carrión y Ucieza, a 11,2 kilómetros de Carrión de Los Condes y a treinta y cuatro kilómetros de la capital, Palencia. Su economía se basa principalmente en el cultivo de cereales de secano como el trigo, la cebada o la avena.

## Gentilicio y etimología
Sus habitantes se denominan lomeños o lomenses, aunque esta denominación es poco frecuente, siendo en ocasiones llamados con el gentilicio genérico de Tierra de Campos.
El topónimo de “Lomas” procede del latín Lombas que hace referencia a una altura alargada o loma. Esta se encuentra en la parte nordeste del mismo pueblo y sobre ella se asiente la ermita de San Cristóbal. La denominación “de Campos”, que en ocasiones sigue al nombre del municipio «Lomas de Campos», es un anexo localizador de la comarca en la que se enclava la localidad.

## Geografía física

Tierra de Campos en Palencia.

### Situación
El ayuntamiento ocupa una extensión de 18,78 km², situados en la divisoria de aguas de los ríos Ucieza y Carrión. El pueblo se encuentra en el centro del término municipal, a 823 m sobre el nivel del mar, bajo una pequeña loma señoreada por la Iglesia de San Cristóbal. El municipio se encuentra representado en la hoja 235 del Mapa Topográfico Nacional, y se incardina dentro de las coordenadas: Latitud: 42° 16' 26" N y Longitud: 4° 33' 3" 0.
| Noroeste: Villoldo y Villalcázar de Sirga | Norte: Villalcázar de Sirga       | Noreste: Villarmentero                 |
| Oeste: Villoldo                           |                                   | Este: Villarmentero, Revenga de Campos |
| Suroeste Villoldo                         | Sur: Villoldo y Revenga de Campos | Sureste: Revenga de Campos             |

### Localidades
Lomas es la única localidad del municipio desde que a principios del siglo XV una plaga asolara la población de Fuentemuñoz, situada a 800 m al nordeste de Lomas, quedando está deshabitada.
Su poblamiento es de tipo concentrado con un predominio de las casas adosadas formando pequeñas manzanas, que en su conjunto adquieren una forma estrellada. La arquitectura predominante es la típica de Tierra de Campos: construcciones de adobe de una única planta.
En las inmediaciones del casco urbano se encuentran varias naves agrícolas y una zona de bodegas, dispuestas en línea.
Posee un acceso principal y otro secundario desde la carretera provincial, además de otros cinco accesos a través de caminos rurales.

### Relieve e hidrología
Posee una topografía ondulada que oscila entre los 800 y los 850 metros de altitud. La parte más elevada es una franja que lo atraviesa de NO a SE pasando por el pueblo de Lomas, donde tiene su mayor cota, 854 m s. n. m. Esta franja hace de divisoria entre las cuencas del río Carrión, hacia el oeste y el Ucieza hacia el este. 
En el terreno municipal nacen más de una veintena de arroyos intermitentes, siendo los más destacados el arroyo de Botijera, el arroyo de Fuente Muñóz o la Zapatera y el arroyo de Pozatoro.
El aspecto de este conjunto de llanuras y lomas, apenas separadas por los intermitentes riachuelos, es uniforme, monótono y de gran horizontalidad, siendo la arcilla su elemento dominante y casi exclusivo. 
Morfológicamente se encuentra en una zona de transición entre la campiña y los páramos detríticos palentinos.

### Clima
Su posición al noroeste de la meseta sitúan a la localidad dentro de los climas mediteráneos continentalizados, con algunos rasgos oceánicos que le vienen de su relativa proximidad al mar Cantábrico. Según la clasificación Köppen la zona de Lomas se corresponde con los climas templados sin estación seca y con veranos templados tipo Cfb. Los datos climáticos más próximos son los de Autilla del Pino (a 31 km hacia el sur), con una precipitación de 365.68 mm y una temperatura media de 11 Cº.
| Parámetros climáticos promedio de Autilla del Pino (2008-2011) | Parámetros climáticos promedio de Autilla del Pino (2008-2011) | Parámetros climáticos promedio de Autilla del Pino (2008-2011) | Parámetros climáticos promedio de Autilla del Pino (2008-2011) | Parámetros climáticos promedio de Autilla del Pino (2008-2011) | Parámetros climáticos promedio de Autilla del Pino (2008-2011) | Parámetros climáticos promedio de Autilla del Pino (2008-2011) | Parámetros climáticos promedio de Autilla del Pino (2008-2011) | Parámetros climáticos promedio de Autilla del Pino (2008-2011) | Parámetros climáticos promedio de Autilla del Pino (2008-2011) | Parámetros climáticos promedio de Autilla del Pino (2008-2011) | Parámetros climáticos promedio de Autilla del Pino (2008-2011) | Parámetros climáticos promedio de Autilla del Pino (2008-2011) | Parámetros climáticos promedio de Autilla del Pino (2008-2011) |
| Mes                                                            | Ene.                                                           | Feb.                                                           | Mar.                                                           | Abr.                                                           | May.                                                           | Jun.                                                           | Jul.                                                           | Ago.                                                           | Sep.                                                           | Oct.                                                           | Nov.                                                           | Dic.                                                           | Anual                                                          |
| -------------------------------------------------------------- | -------------------------------------------------------------- | -------------------------------------------------------------- | -------------------------------------------------------------- | -------------------------------------------------------------- | -------------------------------------------------------------- | -------------------------------------------------------------- | -------------------------------------------------------------- | -------------------------------------------------------------- | -------------------------------------------------------------- | -------------------------------------------------------------- | -------------------------------------------------------------- | -------------------------------------------------------------- | -------------------------------------------------------------- |
| Temp. máx. media (°C)                                          | 11.68                                                          | 15.65                                                          | 18.35                                                          | 23.5                                                           | 26.43                                                          | 31.9                                                           | 33.63                                                          | 34.28                                                          | 30.13                                                          | 24.53                                                          | 17.15                                                          | 12.53                                                          | 29.08                                                          |
| Temp. mín. media (°C)                                          | -7.55                                                          | -3.73                                                          | -4.48                                                          | -0.4                                                           | 1.05                                                           | 4.85                                                           | 6.55                                                           | 7.78                                                           | 3.73                                                           | -0.35                                                          | -2.95                                                          | -7.65                                                          | -4.78                                                          |
| Precipitación total (mm)                                       | 32.55                                                          | 22.7                                                           | 22.03                                                          | 38.75                                                          | 57.4                                                           | 38.9                                                           | 8.03                                                           | 9.65                                                           | 12.63                                                          | 33.95                                                          | 27.45                                                          | 61.65                                                          | 365.68                                                         |
| Humedad relativa (%)                                           | 87.75                                                          | 77                                                             | 68.5                                                           | 66.75                                                          | 63.75                                                          | 58                                                             | 48.75                                                          | 50                                                             | 56.5                                                           | 65.75                                                          | 83.75                                                          | 85.5                                                           | 67.5                                                           |
| [cita requerida]                                               |                                                                |                                                                |                                                                |                                                                |                                                                |                                                                |                                                                |                                                                |                                                                |                                                                |                                                                |                                                                |                                                                |

## Naturaleza
La fauna de esta localidad es la característica de la Tierra de Campos. Especies cinegéticas como la liebre o la perdiz roja son bastante abundantes.
En cuanto a la avifauna, la especie más destacada es la avutarda que encuentra en toda al Tierra de Campos su mayor concentración a nivel mundial

### ZEPA Camino de Santiago

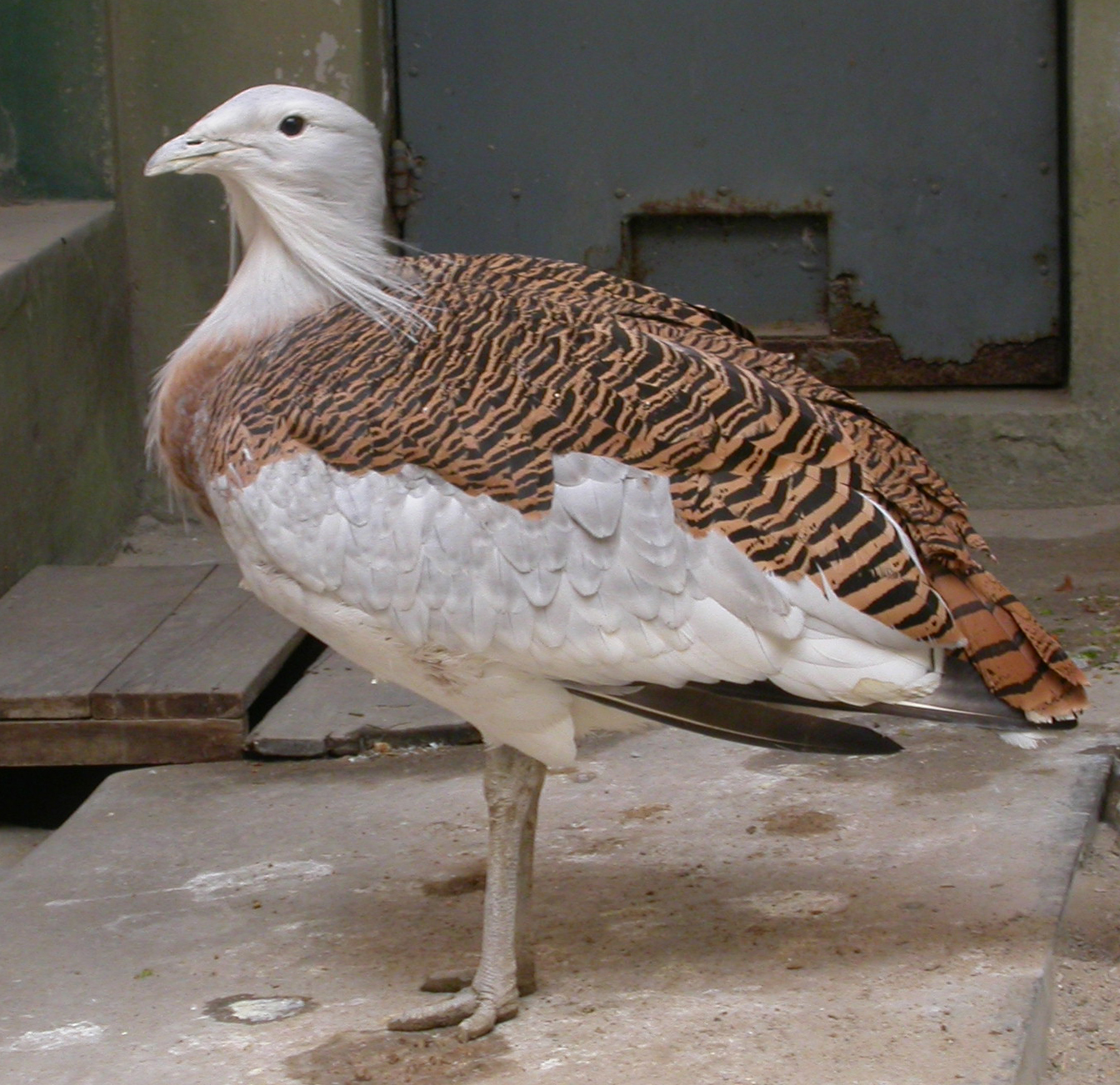
Ejemplar de avutarda común (Otis tarda)

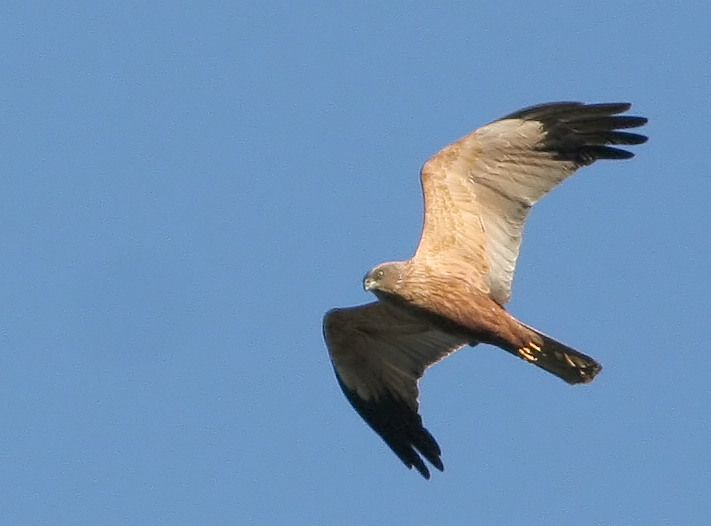
Ejemplar de aguilucho lagunero (Circus aeruginosus)

Las 1878,54 hectáreas del municipio de Lomas se encuentra dentro de la Zona de Especial Protección de Aves ZEPA Camino de Santiago. Esta zona de protección abarca también las municipalidades de Villalcázar de Sirga, Villarmentero y Revenga de Campos y parcialmente las de Villoldo, Carrión de los Condes, San Mamés de Campos, Arconada, Marcilla de Campos, Frómista, Población, Amayuelas de arriba, San Cebrián de Campos y Manquillos, sumando en total 22698,2 hectáreas.
El espacio está compuesto por una serie de llanuras cerealistas atravesadas por el río Ucieza, el canal de Castilla, el canal de la margen izquierda del río Carrión y limitadas por las vegas del Carrión en el oeste y del Pisuerga en el este. Es una zona de escasa vegetación natural, limita a algunas zonas de paramera, pastizales, pequeñas áreas con matorrales y encinares poco desarrollados, con algunos humedales asociados generalmente al Canal de Castilla.
En cuanto a la avifauna, la población de Avutarda (Otis tarda), con 412 aves reproductoras, es una de las más importantes a nivel nacional e internacional.
También gozan de importancia a nivel nacional las poblaciones de Aguilucho Lagunero (Circus aeruginosus). Otras especies a destacar son el Avetorillo, la Garza Imperial, la Polluela Chica y el paso migratorio habitual de la Espátula.

#### Ruta ornitológica
Lomas de Campos forma parte del proyecto de turismo rural y ornitológico TRINO, promovido por el Grupo de Acción Local Araduey.
A través de este proyecto se ha diseñado la Ruta ornitológica de la ZEPA nº1 Camino de Santiago con 19,4 km de recorrido entre las localidades de Villalcázar de Sirga, Lomas y Villarmentero de Campos.
El punto más alto del itinerario, dominado por la horizontalidad terracampina, se encuentra en la Torre-mirador construida en lo alto del pueblo de Lomas a 854 m. Contando con los 16 metros de altura de la propia torre, este punto sería también el más elevado de toda la ZEPA.

## Historia

### Edad Media
La primera cita de Lomas se remonta a la época medieval, durante el reinado de Alfonso VI, aunque se puede suponer que existió desde mucho tiempo antes. En 1093, el rey, al quedar viudo de su mujer , dona al Monasterio de Sahagún las heredades contempladas en la carta de arras de su matrimonio, entre las que constan la mitad de los hombres, tierras y viñas de Lomas, la Iglesia de San Cristóbal y su cementerio.
La siguiente referencia a la localidad se sitúa en la gestación del proceso repoblador del territorio palentino durante el reinado de Alfonso VIII, cuando en 1166, la localidad recibe fuero otorgado por Rodrigo, prior del convento del Nogal. Este fuero es reformado en 1187 por el abad Juan, del convento de Sahagún.
Poco antes de estas fechas, el trece de enero de 1072, en el terreno que actualmente ocupan las localidades de Villarmentero y Lomas de Campos, tuvo lugar la Batalla de Golpejera. Cruenta batalla entre los ejércitos del rey Sancho II de Castilla, y de su hermano el rey Alfonso VI de León, que acabó con la derrota de Alfonso y la coronación de Sancho como rey de León. La relevancia de este hecho ha quedado plasmada en la toponimia de la localidad, donde todavía hoy existen los pagos denominados «Golpejera», «La Reyerta», «La Matanza», «La Mortera» o «Las tiendas».
Según recoge el Becerro de las Behetrías en 1352, a ochocientos metros al nordeste del pueblo de Lomas por el camino de Villarmentero, existía otra población denominada Fuentemuñoz bajo el señorío solariego de Garci Fernández Manrique.
Esta población, que se encontraba dentro del actual límite municipal, queda despoblada en el siglo XV a consecuencia de una plaga que asola la comunidad, emigrando los supervivientes a los pueblos aledaños de Lomas y Villarmentero.
Según cuentan las historias, días después de la plaga, una expedición sale hacia Portugal en busca de agua bendita para bendecir los campos, que finalmente sanan. Desde entonces los vecinos de Lomas y Villarmentero celebran cada 9 de mayo a San Gregorio, una fiesta conjunta, reuniéndose en torno a una comida de hermandad y el recuerdo de la historia de Fuentemuñoz.
En este mismo documento aparece la figura de Gonzalo Pérez de Argoncillo, como señor de Lomas, al que se paga por infurción de cada suelo doce dineros y cuatro sernas. 

### Edad Moderna
Durante el primer tercio del siglo XVI se levanta la ermita de San Cristóbal. Al parecer, esta primera construcción de planta en forma de cruz griega sufrió un incendio en el siglo XVII que causó su ruina y posterior reconstrucción siguiendo el estilo llamado de Sahagún.

### Edad Contemporánea
Durante la segunda mitad del siglo XIX la población en Lomas ronda los 290 habitantes repartidos en setenta u ochenta casas, todas de tierra y de un solo piso. También cuenta con una escuela mixta que da atención a una treintena de niñas y niños. Hacia finales de siglo, en 1898 se funda en Lomas la Cofradía de San Cristóbal, que sigue existiendo en la actualidad.
El siglo XX marca la decaída del pueblo con una pérdida del 80% de su población, caída de la iglesia de San Cristóbal (1956-63), cierre definitivo de la escuela en 1970 y de algunos bares.

#### Caída y reconstrucción de la ermita de san Cristóbal
A principios del siglo XX, el ejército construye una plataforma de observación en lo alto de la torre de la ermita que acabará por derrumbarla en 1956 a causa de a la sobrecarga. Este deterioro culmina en 1963 con la caída de la techumbre del interior de la nave y el resto de la torre, que se derrumba sobre su base, dispersándose las piedras por la ladera.
En 1986 el arquitecto de la Diputación provincial de Palencia Daniel Arroyo presenta un proyecto de restauración de la capilla al entonces Obispo de Palencia, Nicolás Castellanos. En 1995, los vecinos, con el apoyo de la junta de Castilla y León y la diputación provincial de Palencia, concluyen la primera etapa de la reconstrucción la parroquia respetando, dentro de sus posibilidades, la arquitectura y estilo original. Posteriormente se han sucedido las intervenciones con la construcción de una espadaña.
En febrero de 2005 se termina de construir la actual espadaña en la iglesia de San Cristóbal con un presupuesto de 69.372 €. La obra se apoya en el muro del pie de la iglesia y consta de dos cuerpos: el inferior, construido en piedra sobre ladrillo macizo, con dos huecos para las campanas mayores y el superior, que corona la espadaña con hueco para la campana menor.
El diecisiete de septiembre de 2013, coincidiendo con las fiestas patronales, se inaugura una torre mirador construida junto a la iglesia de San Cristóbal en lo alto del pueblo. El edificio fue promovido por Félix Romero Vicente, natural de Lomas que emigró a Cataluña. Con dieciséis metros de altura la torre es un estupendo mirador de la comarca.

#### Recuperación de la Memoria Histórica
Los días doce y trece de abril de 2003, la Asociación para la Recuperación de la Memoria Histórica (ARMH) de Valladolid junto a la ARMH de Palencia exhumaron los restos de Asterio Antolín, Andrés Álvarez e Ignacio Pérez; tres vecinos de Paredes de Nava asesinados el tres de septiembre de 1936 en Frechillas a consecuencia de los hechos relacionados con la guerra civil y enterrados en Lomas. Actualmente, los cuerpos de estos tres paredeños descansan en un panteón en el cementerio de Paredes de Nava, donde fueron enterrados el veintiséis de abril de 2003.
Siguiendo con la labor de recuperación de la Memoria Histórica, a lo largo de 2004 fueron exhumados otros siete cuerpos de vecinos de Paredes de Nava.

#### Candidatura para albergar el Almacén de residuos nucleares
En enero de 2010, el ayuntamiento de Lomas presentó su candidatura para albergar el Almacén temporal centralizado de España de residuos nucleares, junto con otros doce municipios españoles.

#### Pavimentación de calles, ajardinamientos y alumbrado
2012 Pavimentación de las calles Alta y Mayor

#### La charca de la Toja
Desecación de la laguna esteparia de Lomas
Ecologistas en Acción y la Asociación de Naturalistas Palentinos han denunciado ante el Seprona la desecación de una laguna esteparia en Lomas de Campos. «Esta ilícita actividad, ha sido autorizada por el Ayuntamiento, quien ha permitido a la empresa que está realizando trabajos de mejora del firme en la carretera Villoldo-Villalcazar, el depósito de áridos en la cubeta lagunar, con el resultado final de la desecación del humedal». 

## Geografía humana

### Demografía
Cuenta con una población de 41 habitantes (INE 2024).
| Gráfica de evolución demográfica de Lomas entre 1842 y 2021                                                           |
| |
| Población de derecho según los censos de población del INE. Población de hecho según los censos de población del INE. |

A mediados del siglo XX como consecuencia de las políticas económicas de la dictadura franquista, el municipio sufrió un fuerte despoblamiento que significó el éxodo del 70% de su población en apenas 30 años. En 1981 quedaban setenta y siete vecinos de los 320 que tuviera la localidad en su mayor apogeo.
En 2011 la población ascendía a cincuenta y tres habitantes, veintitrés varones y veinte mujeres, de los cuales la mitad supera los sesenta años de edad.

### Transporte y comunicaciones
La principal vía de acceso es la carretera provincial P-981, que rodea pueblo por la parte oeste y norte conectándolo con las localidades de Villoldo y Villalcázar de Sirga. Otros accesos menos importantes, son los caminos rurales que lo conectan con las localidades circundantes de San Cebrián, Revenga, Villarmentero y Villanueva del Río.
Por el pueblo pasan dos autobuses diarios que hacen la línea VALC-009 Palencia -Villaverde de la Peña. Aparte de este servicio, los lunes, martes y jueves la localidad cuenta con el servicio público de transporte a demanda, dentro de la zona de Carrión de los Condes.

## Política y administración pública
| Alcaldes de Lomas desde 1979    |                          |                  |
| Periodo                         | Nombre del alcalde       | Partido político |
| 1979-1983                       | Julián de Prado Blanco   | UCD              |
| 1983-1987                       | Andrés Alonso Prieto     | CDS              |
| 1987-1991                       | Jesús Ramírez San Martín | CDS              |
| 1991-2003                       | Ciriaca Ramírez Bahillo  | PP               |
| 2003-2007                       | Alberto Cortés del Olmo  | PSOE             |
| 2007-2017                       | Andrés Antolín Castrillo | PP               |

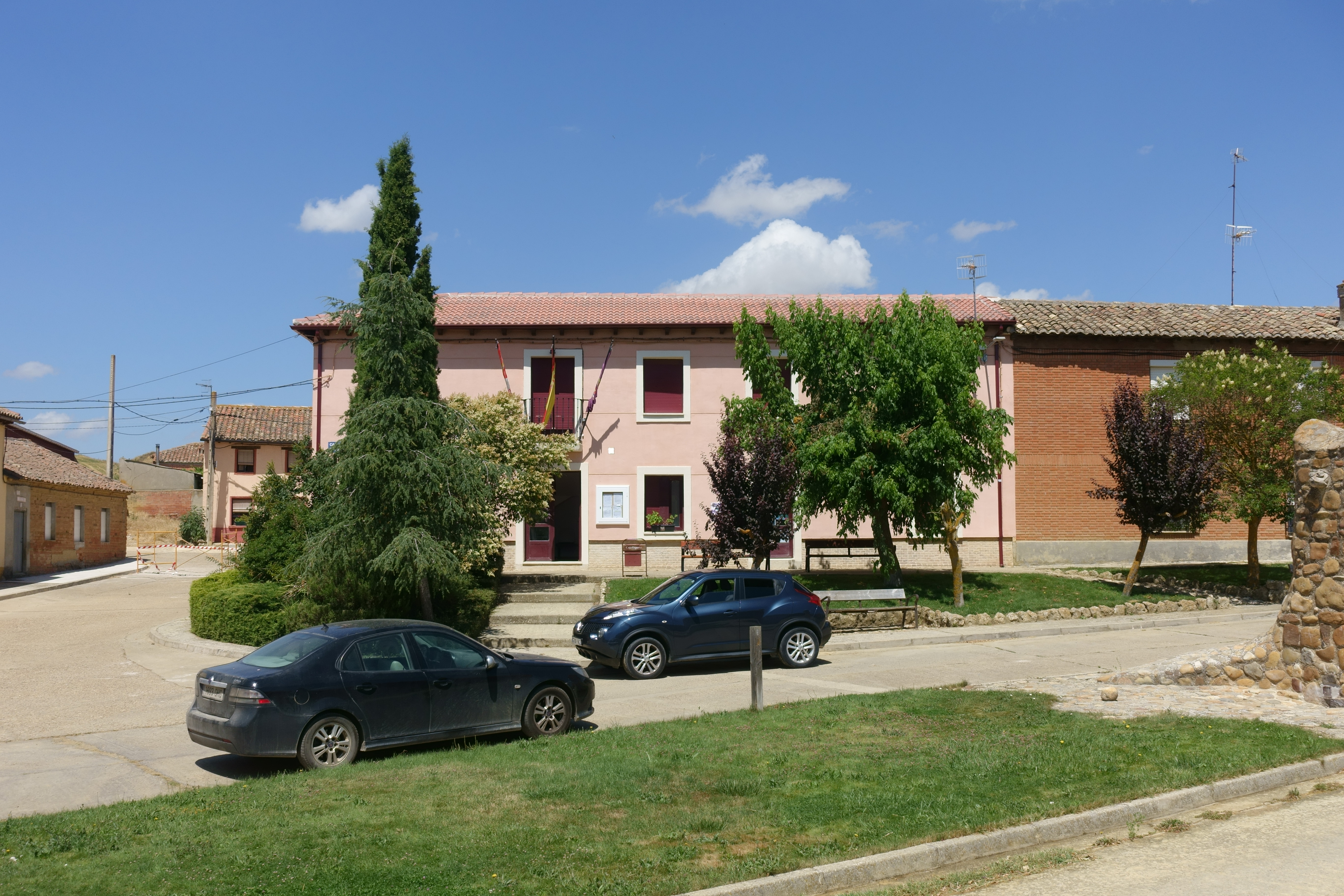
Casa consistorial

| Fuente: Ministerio del Interior |                          |                  |

Hasta las elecciones de 2011, el municipio se regía por concejo abierto, un sistema de organización municipal donde el gobierno y la administración del municipio corresponde a un Alcalde y a una Asamblea vecinal de la que forman parte todos los electores.
En las elecciones de 2011, fruto de los cambios en la ley de entidades menores, la administración y gobierno pasaron a ser competencia exclusiva de la corporación municipal constituida a partir de entonces por el alcalde y dos concejales.
Los resultados electorales de 2011 dieron dos concejales al PP (Andrés Antolín Castrillo y Ciriaca Ramírez Bahillo) y uno al PSOE (María Rosario Redondo Cuesta) resultando elegido como alcalde Andrés Antolín. En las elecciones de 2015 se repitió el reparto de concejales. En esta ocasión los concejales electos por el PP fueron Andrés Antolín y Raúl Cuesta Gutiérrez, y por el PSOE María Rosario Redondo. Andrés Antolín repitió como alcalde y permaneció en el cargo hasta su muerte el 23 de noviembre de 2017. El actual alcalde es Raúl Cuesta Gutiérrez (PP).
Las siguientes tablas muestran los resultados de las tres últimas elecciones municipales y todos los alcaldes que ha tenido el ayuntamiento desde las primeras elecciones democráticas después del franquismo.
| Elecciones municipales en Lomas (1999 - 2015) |       |       |            |       |       |            |       |       |            |       |       |            |       |       |            |
| Partido político                              | 2015  | 2015  | 2015       | 2011  | 2011  | 2011       | 2007  | 2007  | 2007       | 2003  | 2003  | 2003       | 1999  | 1999  | 1999       |
| Partido político                              | Votos | %     | Concejales | Votos | %     | Concejales | Votos | %     | Concejales | Votos | %     | Concejales | Votos | %     | Concejales |
| Partido Popular (PP)                          | 27    | 57.45 | 2          | 33    | 56.9  | 2          | 23    | 47,92 | 1          | 28    | 47,46 | 1          | 31    | 46,27 | 0          |
| Partido Socialista Obrero Español (PSOE)      | 11    | 23.4  | 1          | 14    | 24,14 | 1          | 20    | 41,67 | 0          | 26    | 44,07 | 0          | 22    | 32,84 | 0          |
| Ganemos Palencia                              | 9     | 19.15 | 0          | -     | -     | -          | -     | -     | -          | -     | -     | -          | -     | -     | -          |
| Votos en blanco                               | 2     | 4.26  | -          | 5     | 8,62  | -          | 1     | 2,08  | -          | 0     | 0     | -          | 5     | 7,46  | -          |
| Abstención                                    | 7     | 12.96 | -          | 6     | 10,34 | -          | 4     | 8,33  | -          | 2     | 3,39  | -          | 9     | 13.43 | -          |
| Fuente: Ministerio del Interior               |       |       |            |       |       |            |       |       |            |       |       |            |       |       |            |

## Servicios e instalaciones municipales
Actualmente la mayor parte de los servicios públicos se encuentran concentrados en Carríon de los Condes.

### Atención social y sanitaria
Lomas está incluido en la Zona de Acción Social de Carrión de los Condes-Osorno, que consta de una unidad de atención de Servicios Sociales Básicos, formada por trabajadores sociales y un animador comunitario, ofrece servicios de información, orientación y tramitación de recursos y prestaciones.
También cuenta con un pequeño Locutorio médico que abre dos días a la semana y un bar en el local del Teleclub.

### Parques y jardines
El pueblo cuenta con varias zonas verdes con árboles y fuentes, frente al ayuntamiento y en las proximidades de las dos iglesias y una zona de recreo acondicionada con columpios y aparatos de gimnasia en el lugar que antiguamente ocupaba el corral de mulas.

### Educación
Lomas contó con escuela propia hasta los años setenta, cuando la Ley General de Educación aprueba la creación de colegios que agruparan todas las unidades escolares de una misma comarca. Desde entonces, los niños y niñas de Lomas acuden al CEIP Marqués de Santillana en Carrión de los Condes.

## Patrimonio

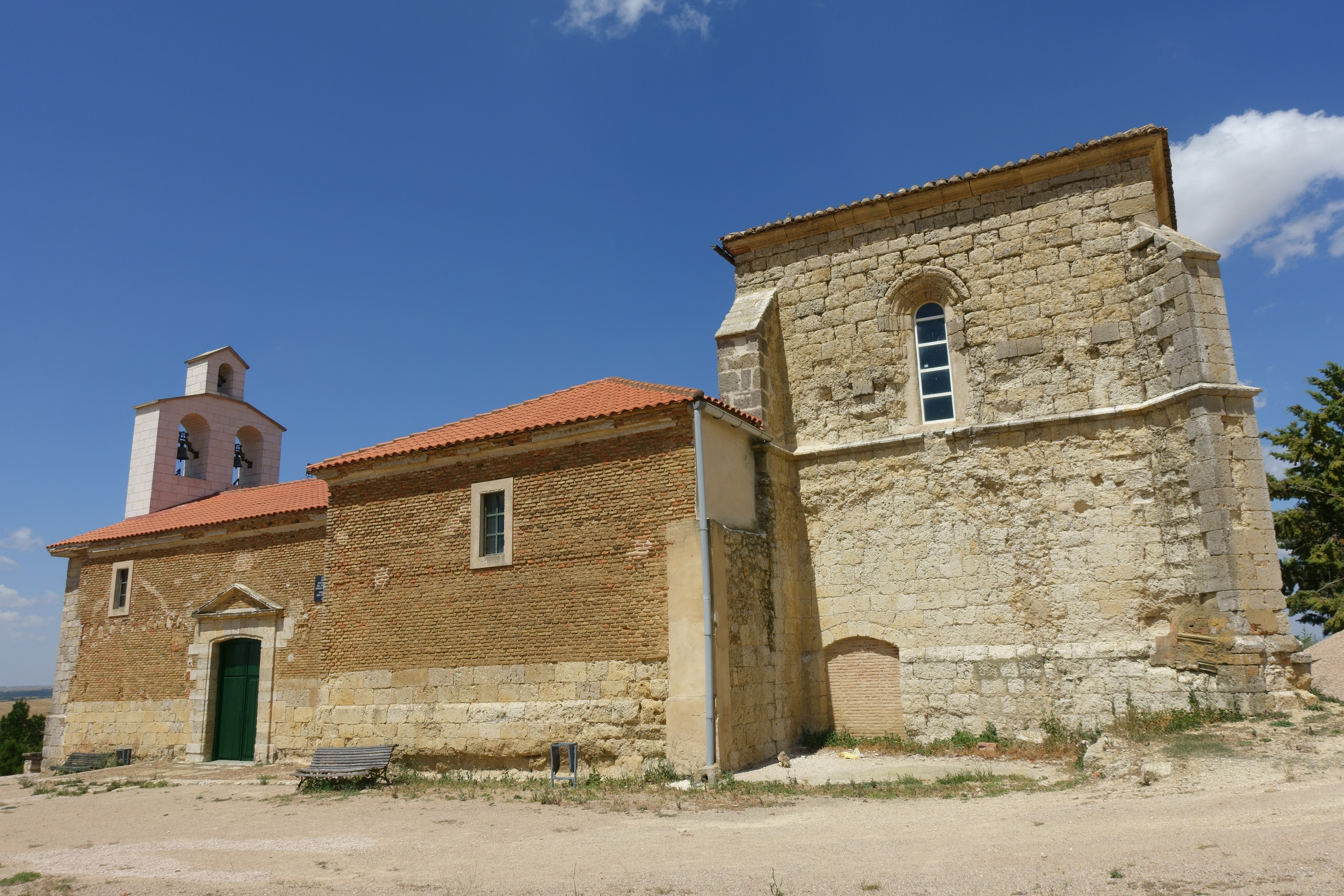
Iglesia de San Cristóbal

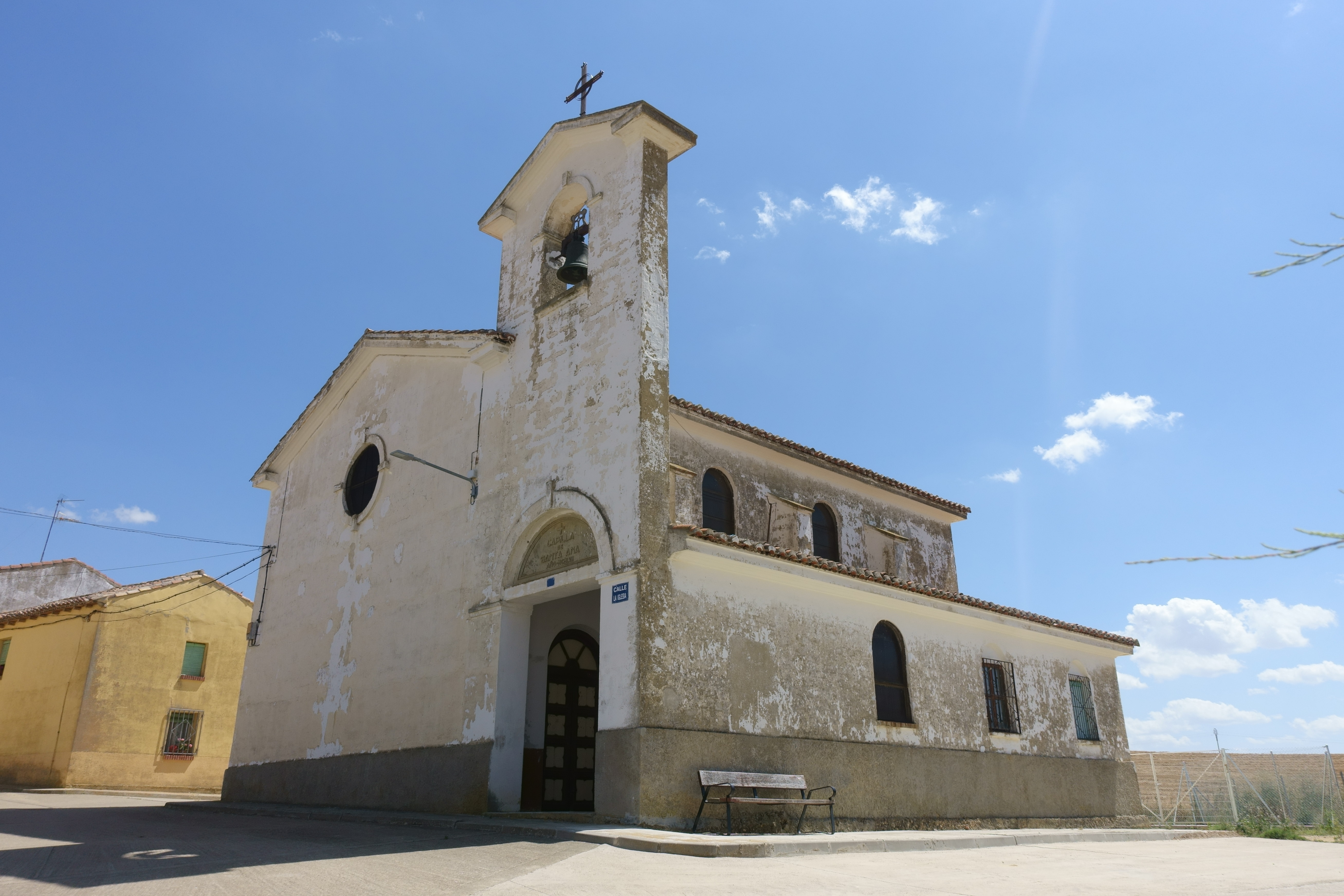
Capilla de Santa Ana

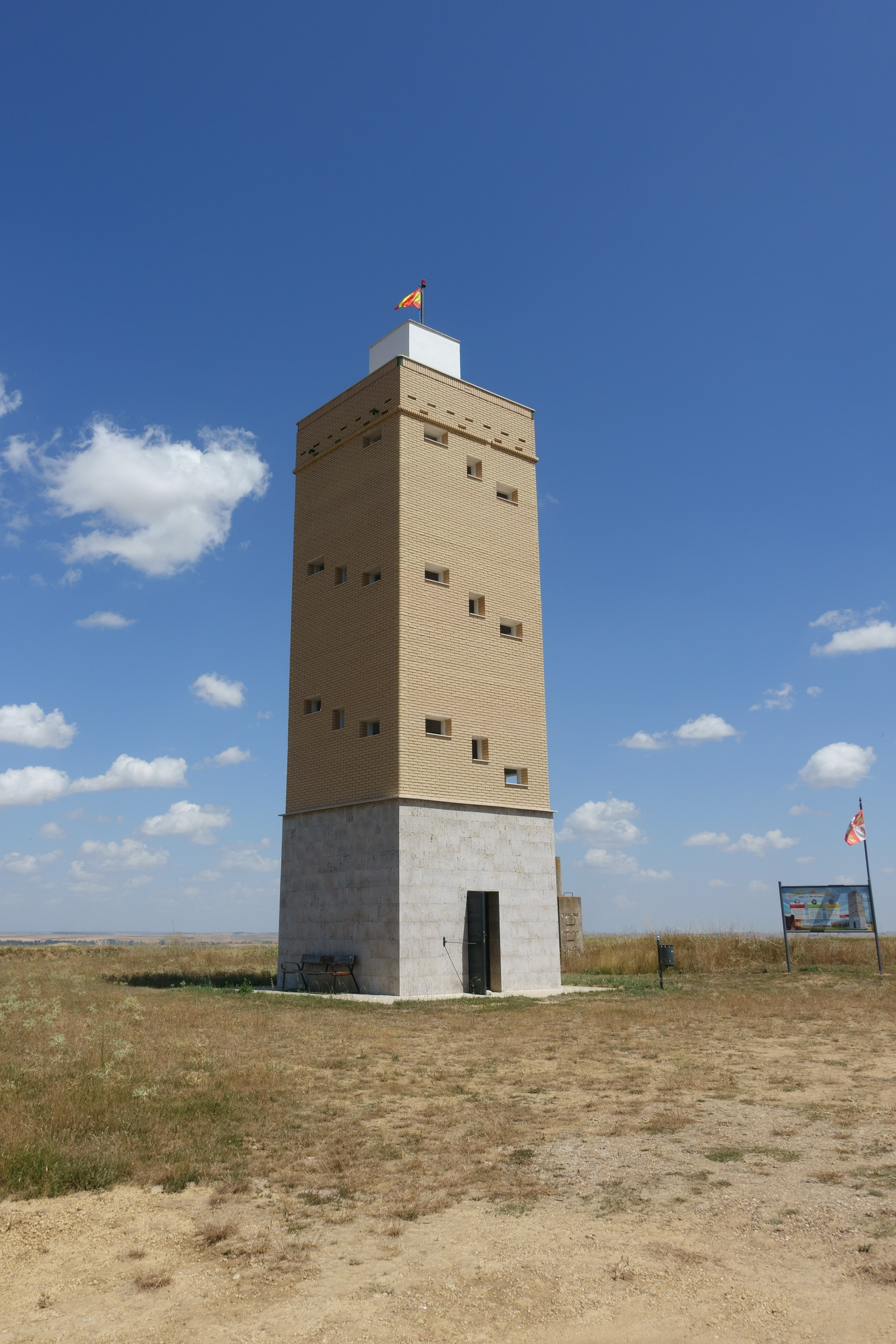
Torre-mirador

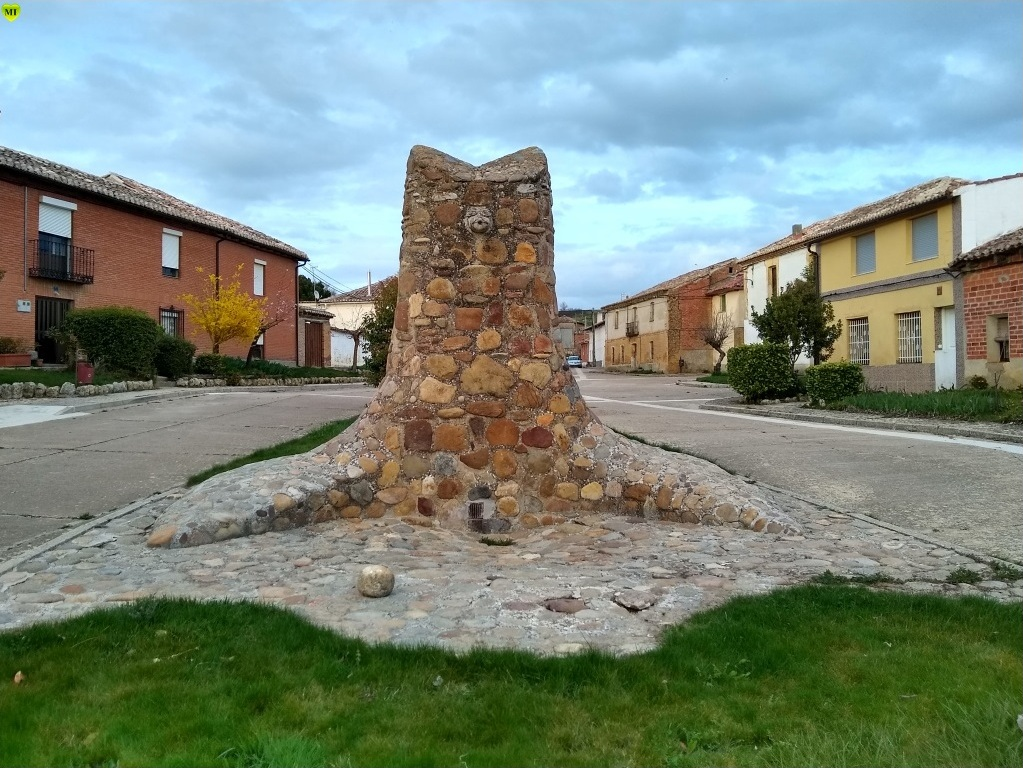
Fuente frente al Ayuntamiento

### Ermita de San Cristóbal
Levantada en 1539 en honor a San Cristóbal. El templo original tenía una planta en forma de cruz griega que fue ampliada posteriormente alargando la galería principal y añadiendo una torre.
Arquitectónicamente se encuadra dentro del Tardorrománico Castellano, una mezcla de características románicas y góticas. De esta arquitectura original se conserva gran parte de su cabecera, en la que destacan los blasones heráldicos de los Fajardos, Lomas y de los Guevaras, todo ello cubierto por bóvedas de crucería góticas.

### Torre mirador
Se trata de una torre de planta cuadrada de más de dieciséis metros de altura levantada muy cerca de la iglesia de San Cristóbal, en el lugar conocido como el Calvario. Su construcción se inició en abril de 2011 promovida por Félix Romero, natural del pueblo de Lomas, en recuerdo a la derruida torre de la Iglesia.
Esta construcción se ha convertido en un atractivo turístico y cultural para la comarca. Desde lo alto de la torre se puede observar la amplitud del paisaje castellano y su avifauna, ya que se encuentra dentro de la Ruta ornitológica de la ZEPA n.º 1 "Camino de Santiago".

### Casas Blasonadas, palomares y bodegas

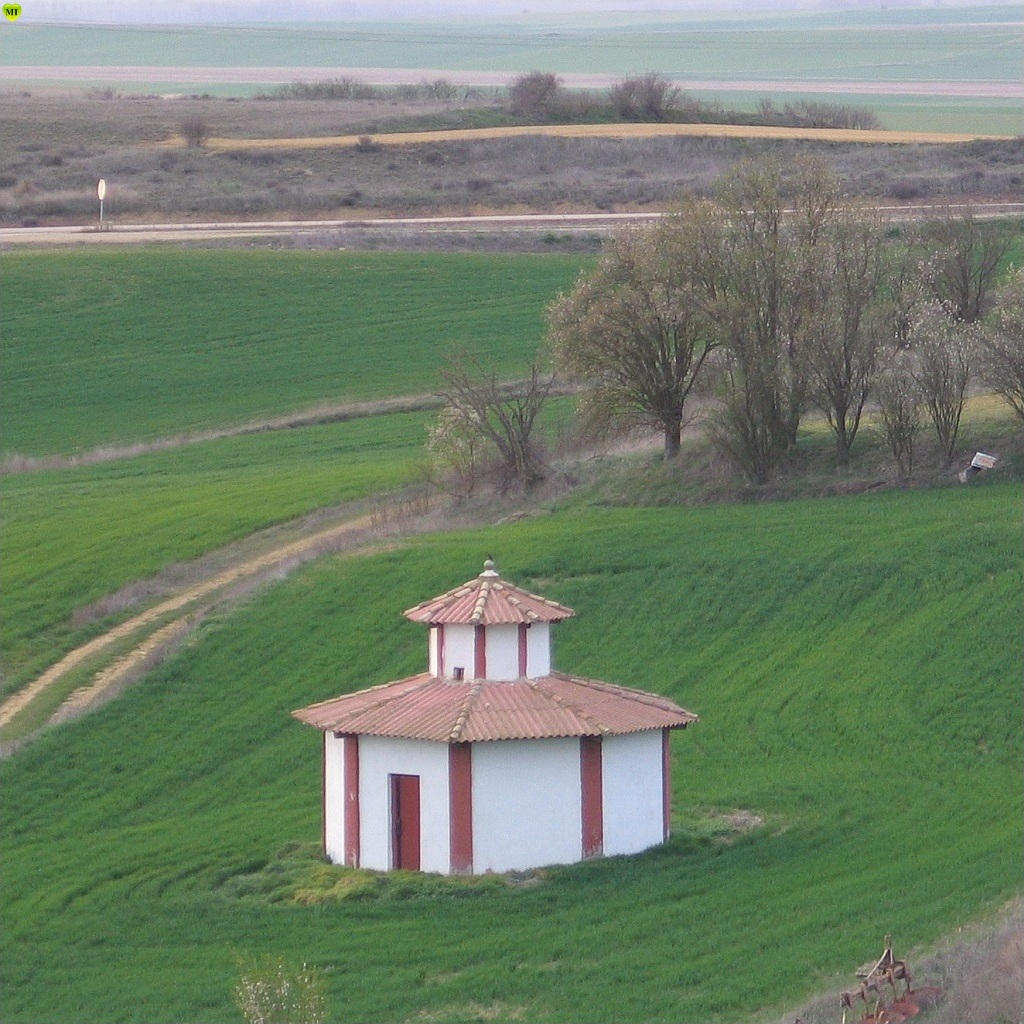
Palomar

La arquitectura de la localidad es la típica de Tierra de Campos. Construcciones de adobe y tapial de una única planta. Entre las edificaciones dentro del casco urbano se encuentran algunas casas blasonadas y palomares. Estos últimos de diferentes épocas y estados de conservación.
Junto al casco urbano se encuentra una llamativa zona de bodegas, dispuestas en línea. Estas se encuentran a la entrada del pueblo en el lugar conocido como la era.

## Fiestas patronales
Santa Ana: Patrona de Lomas. Su festividad se celebra el veintiséis de julio.
| Mayordomos de la Cofradía de San Cristóbal |                                    |                |
| Periodo                                    | Nombre                             | Año de ingreso |
| 1994                                       | Juan José Llerena de Prado         | 1985           |
| 1995                                       | Jorge A. Antolín Cortés            | 1985           |
| 1996                                       | Laura de Prado Ortega              | 1988           |
| 1997                                       | Oscar Cortés Castrillo             | 1988           |
| 1998                                       | Miguel Ángel Romero Polanco        | 1989           |
| 1999                                       | Jesús Francisco Puertas San Martín | 1989           |
| 2000                                       | Pedro Antonio Harranz San Martín   | 1989           |
| 2001                                       | Josefa Iglesias de Mier            | 1990           |
| 2002                                       | Leticia de Prao Castaño            | 1991           |
| 2003                                       | Iván Huerta Cuesta                 | 1991           |
| 2004                                       | Rafael Cuesta Porro                | 1991           |
| 2005                                       | Guastavo Huerta Cuesta             | 1991           |
| 2006                                       | Ismael Romero Vicente              | 1992           |
| Fuente: Listado de cofrades                |                                    |                |

San Cristóbal: Es el día de la Fiesta Mayor del pueblo, y se celebra el tercer fin de semana de septiembre, aunque antiguamente se celebraba en el mes de julio.
Romería a FuenteMuñoz: Se solía celebrar el nueve de mayo, coincidiendo con San Gregorio, aunque en los últimos años se celebra después de San Cristóbal. La fiesta consiste en una romería y comida de hermandad entre las localidades de Lomas y Villarmentero de Campos y se celebra en el despoblado de FuenteMuñoz a media distancia de ambas localidades.

## Hijos ilustres
Félix Romero Vicente. natural de Lomas. Fue hecho hijo predilecto el dieciocho de septiembre de 2011, durante la inauguración de la torre-mirador.
Natural de Lomas, que se fue a vivir a Barcelona donde alcanzó el éxito profesional y social, conociendo a personajes como Salvador Dalí, del que fue amigo personal, o Xavier Cugat. En su juventud participó en la guerra de Sidi Ifni entre España y Marruecos.
Jesús San Martín Payo. Nació en Lomas en enero de 1906, hijo de Práxedes y Julia, labradores de buena posición. Murió en Valladolid el nueve de abril de 1992. 
Abandonó pronto el municipio, a la edad de doce años, para iniciarse en la vida eclesiástica. En 1930 obtuvo la licenciatura en teología.
brillante historiador, elocuente orador y querido profesor